# Madeleine Brès
Madeleine Brès, (właściwie Magdeleine Alexandrine Gebelin; ur. 26 listopada 1842 w Bouillargeus w departamencie Gard, zm. 30 listopada 1921 w Montrogue) – francuska lekarka. Była pierwszą kobietą narodowości francuskiej, która uzyskała dostęp do studiów medycznych w 1868 roku. W 1875 obroniła doktorat z medycyny. Jej praca dotyczyła karmienia piersią i otrzymała ocenę «bardzo dobra». Następnie skoncentrowała się na pediatrii udzielając porad klientom prywatnym i miejskim żłobkom. W roku 1885 sfinansowała utworzenie darmowego żłobka.

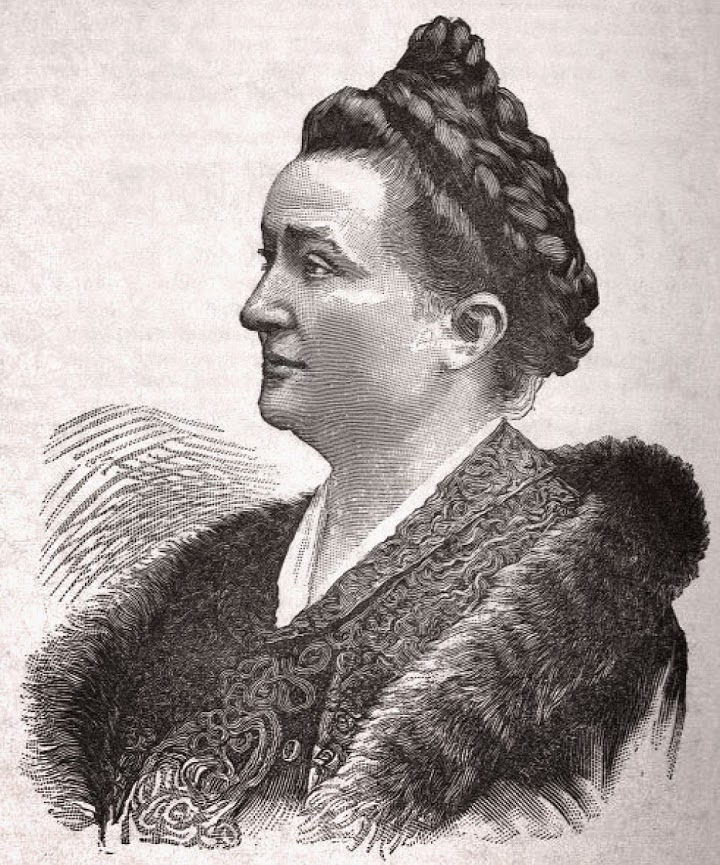
Madeleine Brès warkocz zwijała wokół głowy «ze względu na wygodę, aby móc łatwiej badać pacjentów».

## Biografia
Urodzona jako Magdeleine Alexandrine Gebelin, córka kołodzieja. Jej zainteresowanie medycyną pojawiło się we wczesnym dzieciństwie, gdy od najmłodszych lat towarzyszyła ojcu podczas pracy w szpitalu w Nîmes. To właśnie tam pod opieką jednej z zakonnic uczyła się wykonywania drobnych zabiegów takich jak przygotowywanie herbat ziołowych i okładów.
Miała dwanaście lat, gdy wraz z rodziną przeniosła się do Paryża, a w wieku piętnastu lat wyszła za mąż za Adrien-Stéphane Brès, kierowcę omnibusu. Ślub odbył się w ratuszu w Lyonie, 12 kwietnia 1858.

### Edukacja

#### Kontekst historyczny
W wieku XIX we Francji nie było żadnych wyraźnych przeszkód prawnych uniemożliwiających kobietom podejmowanie studiów medycznych. Wykluczenie kobiet w tej dziedzinie wynikało z ówczesnych zwyczajów, ponieważ według Désiré Dalloz (1795-1869)
« Chociaż kobietom nie zakazuje się wykonywania zawodu lekarza, charakter studiów, który należy zaakceptować, aby uprawiać tę sztukę, stanowi moralną przeszkodę dla ich możliwości zaangażowania się ».
Istniał jednak pewien wymóg prawny, co do możliwości podjęcia studiów medycznych: konieczność posiadania matury. Matura stała się dostępna dla kobiet w 1861 r., dzięki Julie-Victoire Daubié, pierwszej francuskiej maturzystce, która zdała egzamin w wieku 37 lat. Od roku 1861 do1896 maturę uzyskało tylko 299 kobiet. Musiały jednak przygotowywać się do egzaminu samodzielnie, ponieważ żadna szkoła żeńska nie oferowała przygotowania do matury (nawet licea dla dziewcząt do roku 1924). Ponadto ukończenie szkoły wymagało zgody męża. Zamężne kobiety nie miały wówczas większości prawnej zgodnie z prawem francuskim. Jules Behier, profesor medycyny, podczas zgromadzenia profesorów omawiających przyjęcie lub odrzucenie kandydatury Mary Putnam na studia medyczne w 1867 roku, powiedział: 
«Należy zwrócić uwagę, że kobieta jest niepełnoletnia przez fakt zawarcia związku małżeńskiego, a zatem unika wszelkiej osobistej odpowiedzialności, a w konsekwencji przyjęcie panny Putnam może prowadzić do poważnych komplikacji ».

#### Przyjęcie na studia medyczne
W roku 1866 Madeleine Brès pojawiła się przed dziekanem wydziału medycznego w Paryżu, Charlesem Adolphe Wurtzem i poprosiła go o pozwolenie na zapisanie się na wydział. Dziekan doradził jej, aby zdała maturę z literatury i nauk ścisłych. W 1868 dzięki niezwykłemu zbiegowi okoliczności kobiety uzyskały dostęp do studiów medycznych. Dziekan Würtz skierował wniosek Madeleine Brès do Ministra Edukacji Victora Duruy, który zaaprobował jej przyjęcie, ale uprzednio skierował sprawę do Rady Ministrów. Wstawiła się za nią również cesarzowa Eugenia, która powołując się na ustawę Loi du 19 Ventôse an XI ogłaszającą wolność pracy, uzyskała akceptację kandydatury Madeleine Brès na wydział medyczny. W roku 1866 oprócz Madeleine Brès na wydział zapisały się jeszcze trzy kobiety: Amerykanka Mary Putnam, Rosjanka Catherine Gontcharoff i Brytyjka Elizabeth Garrett - posiadaczki dyplomów uznawanych za równoważne z maturą.
Madeleine Brès w wieku 26 lat, będąc już matką trójki dzieci, uzyskała formalną zgodę męża na podjęcie studiów.

Odzwierciedlając ogólne nastroje środowiska akademickiego i medycznego, doktor Henri Montanier napisał w 1868 r. w Gazette des hôpitaux:
«Żeby zrobić kobietę lekarzem trzeba sprawić, by straciła wrażliwość, nieśmiałość, skromność, zahartować ją widokiem najstraszniejszych i najbardziej przerażających rzeczy […] Zastanawia mnie czym stanie się taka kobieta. Istotą niezdolną do bycia młodą dziewczyną, żoną ani matką!»

### Odmówienie możliwości odbycia praktyk
Madeleine Brès jako studentka zasługuje na uznanie: gdy była na drugim roku medycyny (w 1869) odbyła staż u boku profesora Broki w Hôpital de la Pitié. Na trzecim roku studiów od września 1870 roku do lipca 1871 roku pełniła funkcje stażystki w tym samym szpitalu, jest to czas wojny francusko-pruskiej więc na front zostaje wysłanych wielu lekarzy, a w szpitalu brakuje personelu medycznego. Podczas oblężenia Paryża i Komuny Paryskiej pozostaje wierna swoim ideałom i dalej pełni służbę w szpitalu, wyróżniając się ogromną gorliwością i poświęceniem.

Pod tym względem opinie lekarzy i personelu szpitalnego są jednogłośnie pozytywne. Profesor Broka napisał: 
«Pani Brès, zgodnie z moją sugestią, została wyznaczona na tymczasową stażystkę. Na tym stanowisku podczas dwóch oblężeń Paryża, aż do lipca 1871 roku, pełniła służbę z dokładnością, której nie zakłóciło nawet bombardowanie szpitala. Polecone jej zadania zawsze były prawidłowo wykonane, a jej postawa była nienaganna».
Podczas rozpoczęcia czwartego roku studiów, w październiku 1871 roku, prosi o możliwość przystąpienia do egzaminu, który pozwoliłby odbyć jej praktyki w Hôpitaux de l'Assistance publique. Prośba, pomimo poparcia profesora Broki, została jednak odrzucona, a dyrektor szpitala kierował się następującą motywacją: 
«Gdyby chodziło tylko o Pana osobę, myślę, że pozwolenie zostałoby udzielone. Niestety Rada nie może w ten sposób zawęzić tej kwestii i rozpatrując konsekwencje, jakie wywarłaby ta decyzja na przyszłość, zarząd nie może udzielić pozwolenia na takową innowację, która wiązałaby się z wieloma niedogodnościami, na które musiałby narazić się nasz zarząd».
Madeleine Brès nie nalega. Dostęp studentów medycyny do egzaminu eksternistycznego będzie możliwy w 1882 roku, kiedy to Blanche Edwards-Pilliet (1848-1941) zostanie pierwszą praktykantką. Kobiety mogą wziąć udział w egzaminie, umożliwiającym odbywanie praktyk i dostanie się do szkoły z internatem dopiero w 1886 roku. Pierwszą francuską, której się to udało była Marthe Francillon-Lobre (1873-1956). 

### Kariera
Równolegle ze studiami spędziła 4 lata pracując u Edmonda Frémy’ego w Muzeum Historii Naturalnej w Paryżu i trzy lata w laboratorium Charlesa Adolphe Wurtza, gdzie przygotowała pracę naukową obronioną 3 czerwca 1875 roku. Tematem jej pracy doktorskiej było karmienie piersią. Udowodniła, że skład chemiczny mleka matki zmienia się w trakcie karmienia, tak aby sprostać potrzebom rozwojowym dziecka.
Jej praca zostaje oceniona jako « bardzo dobra ». Staje się dziełem cenionym nie tylko we Francji, ale również za jej granicami. W ten sposób Madeleine Brès staje się pierwszą francuską doktor medycyny, nie jest jednak pierwszą kobietą z tym tytułem, brytyjka Elizabeth Garrett Anderson wyprzedziła ją bowiem o pięć lat.
Jako wdowa samotnie opiekuje się trójką dzieci. Osiedla się przy ulicy Boissy-d'Anglas, gdzie też otwiera swój gabinet i rozpoczyna swoją specjalizację z pediatrii. W niedługim czasie jej gabinet zyskuje uznanie wśród francuskiej burżuazji, nie martwi się więc brakiem środków i klientów.
Prefekt Departamentu Sekwany wyznacza ją do prowadzenia szkoleń i konferencji naukowych wśród dyrektorów i pracowników żłobków i przedszkoli w dwudziestu dzielnicach Paryża.
W 1885 roku zakłada własny żłobek przy ulicy Nollet 83, w dzielnicy Batignolles, w którym umożliwia bezpłatną opiekę wszystkim dzieciom do trzeciego roku życia. Utrzymuje to miejsce korzystając z własnych środków finansowych. Żłobek odwiedziły takie osobowości jak Théophile Roussel czy żona Prezydenta Republiki Marie-Louis Loubet.
W 1891 roku, z polecenia ministra spraw wewnętrznych, wyjeżdża do Szwajcarii w celu zbadania organizacji i funkcjonowania tamtejszych żłobków i przytułków.
Kieruje czasopismem Hygiène de la femme et de l'enfant i jest autorką wielu książek o opiece i pielęgnacji dzieci.
Umiera zapomniana w nędzy i biedzie, prawie całkowicie niewidoma w wieku 79 lat, 30 listopada 1925 roku w Paryżu.

### Odznaczenia
- Order Palm Akademickich (1875);
- Oficer instrukcji publicznych (1885);
- Kilkukrotna medalistka Wydziału Lekarskiego Paryża.

## Prace i publikacje
- Pierś i laktacja, E. Martinet, 1875
  - Rozprawa doktorska z medycyny przedstawiona i obroniona 3 czerwca 1875 roku
- Sztuczne karmienie piersią i butelką, Paryż, G. Masson, 1877
- Analiza mleka kobiet galibies, 1882
- Mamy i dzieci, 1899

## Upamiętnienia
- Jej nazwiskiem został nazwany jeden z pawilonów szpitala Avicenne w Bobigny.
- Rok 2017-2018 na Wydziale Nauk Medycznych I Farmaceutycznych w  Besançon został ogłoszony rokiem Madeleine Brès.
- Kilka szkół i żłobków (Montpellier) oraz miejsc (Perpignan i Plaisir) we Francji zostało nazwanych jej imieniem.
- Jej nazwiskiem został nazwany nowy centralny pawilon szpitala d'Argenteuil (Val-d'Oise), otworzony w 2013 roku.
- Jej nazwisko nosi piętro oddziału pulmonologii szpitala Tenon w Paryżu.
- Jej imię nosi ośrodek zdrowia w Aubervilliers, zwany „Fabrique de santé” (Fabryka zdrowia), otwarty w 2017 roku.
- Jej nazwiskiem została nazwana Biblioteka uniwersytecka Centrum Kształcenia i Badań Zdrowia Uniwersytetu Caen[7].
- W Bouillargues (miasto, w którym się urodziła) powstało przedszkole nazwane jej imieniem.
- Szpital w serialu telewizyjnym Nina, emitowanym na stacji France 2, został nazwany jej imieniem.
- Jej imię nosi rezydencja w Nantes.
- Jej imię nosi budynek specjalności medycznej centrum szpitalnego Le Mans, otwarty w 2020 roku.
- Jej nazwiskiem ma zostać nazwane centrum medyczne w Montois-la-Montagne[8].

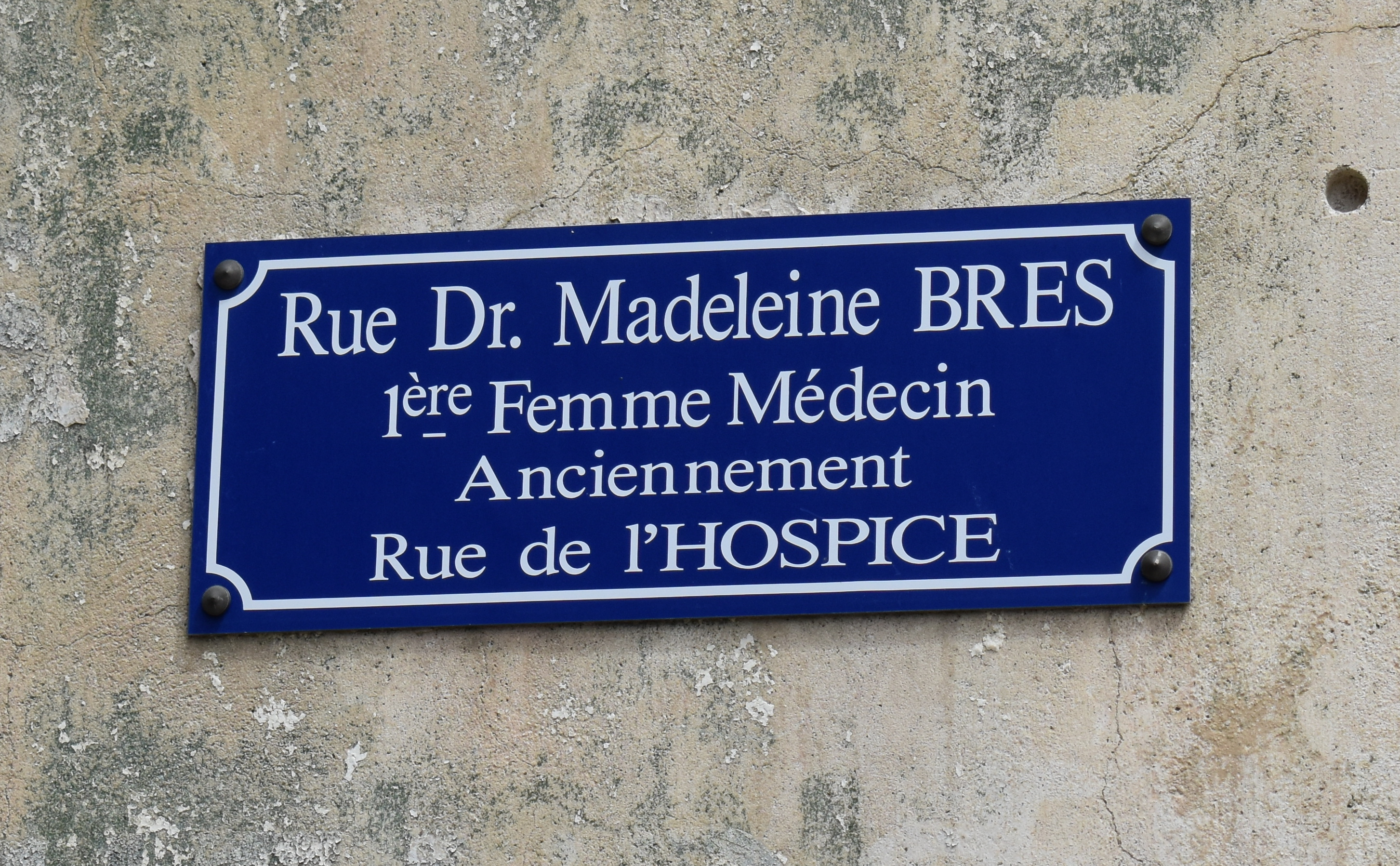
Ulica nosząca jej nazwisko w Limoux

### Ulice nazwane jej imieniem
- Jedna z ulic w 13 dzielnicy Paryża.
- Ulica w Besançon (w pobliżu kliniki Saint-Vincent).
- Jej nazwiskiem zostały nazwane trasy w Nantes[9], Saint-Herblain, Basse-Goulaine, Lesneven i Les Sables-d'Olonne(dawna ślepa uliczka Françoise Dolto w Château-d'Olonne).
- Jedna z ulic na południu Lille.
- Ulica w Poitiers.
- Ulica w Buchelay (Yvelines).
- Ulica w Romans (Drôme).